# Chine aux Jeux olympiques d'hiver de 1980
La Chine est représentée par 24 athlètes aux Jeux olympiques d'hiver de 1980 à Lake Placid.

## Médailles
Aucune médaille n'a été remportée par la délégation chinoise lors de ces Jeux olympiques.